# يوهان هينريتش إيرهارد
يوهان هينريتش إيرهارد (بالألمانية: Johann Heinrich Ehrhardt)‏ هو مخترِع ألماني، ولد في 29 أبريل 1805 في تسيلا-ميليس في ألمانيا، وتوفي في 29 أبريل 1883.